# Alte Kirche Seebach (Zürich)

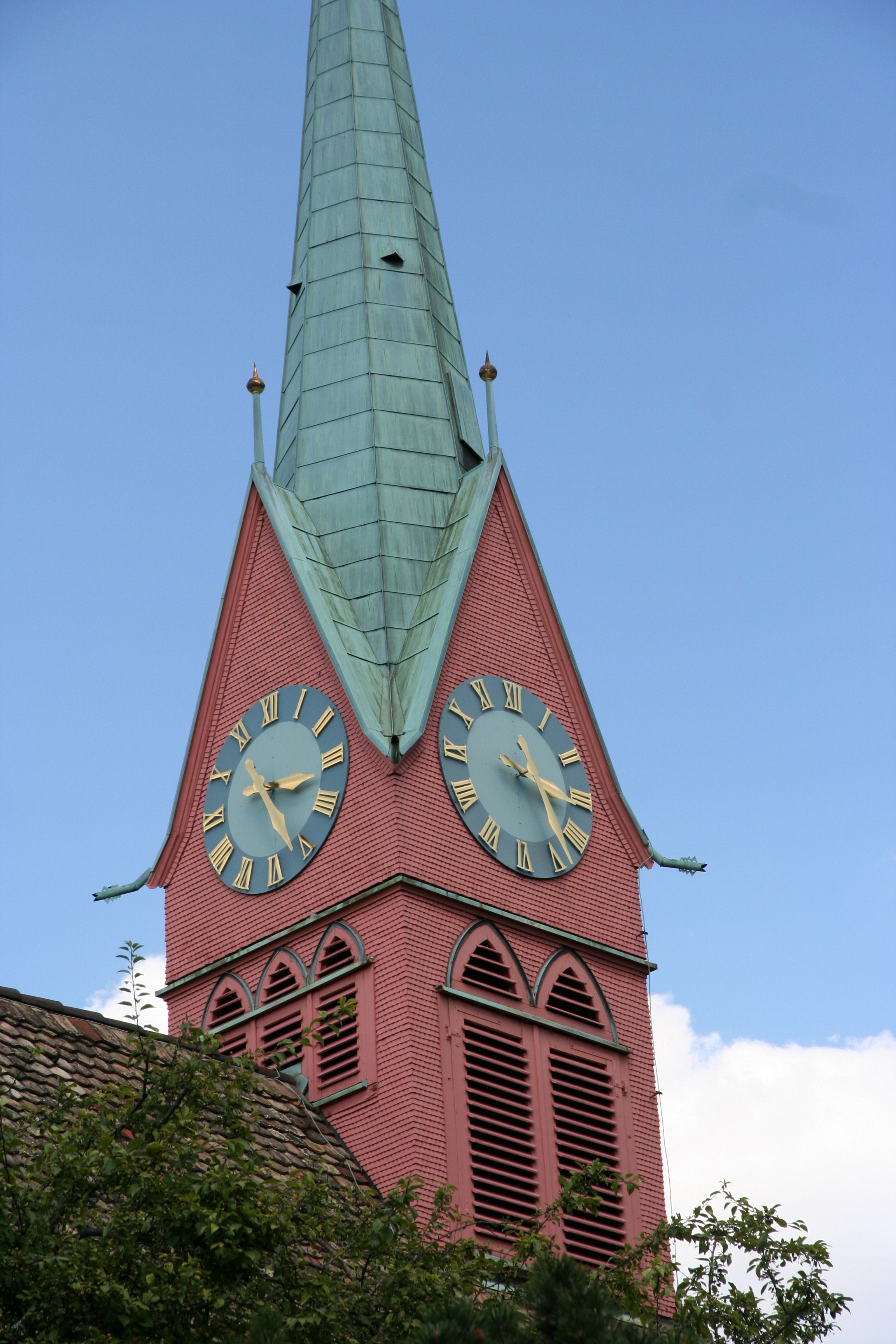
Turm der Alten Kirche Seebach

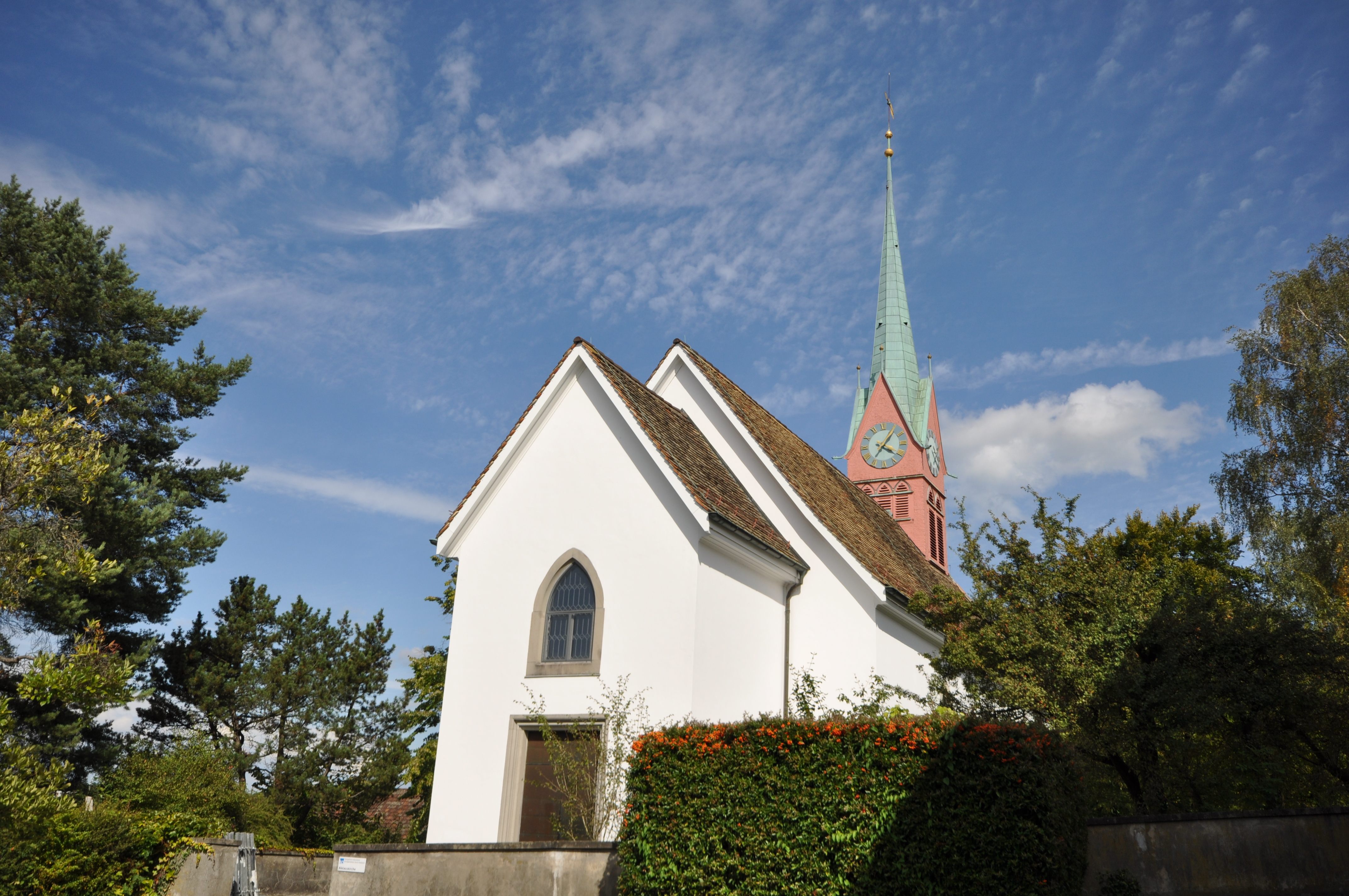
Alte Kirche Seebach

Die Alte Kirche Seebach ist eine evangelisch-reformierte Kirche in der Stadt Zürich. Sie steht im gleichnamigen Quartier Seebach an der Kreuzung Seebacherstrasse und Buhnrain.

## Geschichte
Die alte Dorfkirche von Seebach wurde 1664 erbaut und ist eine Nikolauskirche. Sie steht auf den Fundamenten zweier Vorgängerbauten, welche vermutlich aus dem 12. und 14./15. Jahrhundert stammten. Von ihren Vorgängerkirchen übernahm sie die romanische Apsis, die aus dem 12. Jahrhundert stammen dürfte, sowie den Chor aus der späteren Bauphase. 1811 wurde die Kirche um eine Empore erweitert und ein Vorbau angegliedert. 1963 wurde die Empore wieder entfernt, da die neue Markuskirche für grössere Gottesdienste zur Verfügung stand.

## Baubeschreibung
Die Alte Kirche Seebach steht an der Kreuzung der alten Wege nach Rümlang und Affoltern und befindet sich auf dem nördlichen Moränenausläufer des Buhnrains. Umgeben ist die Kirche von einem historischen, aufgelassenen Friedhof. Wie die anderen älteren Kirchen ehemaliger Dörfer in der Stadt Zürich (z. B. Alte Kirche Altstetten, Kirche Schwamendingen) handelt es sich bei der Alten Kirche Seebach um eine schlichte, kapellenartige Dorfkirche. Im Grundriss ist sie ein längsrechteckiger Bau mit polygonalem Chorabschluss. Im Westen wurde 1811 ein Vorbau angegliedert. Über dem Chor besitzt die Kirche einen Dachreiter, der mit vier Zifferblättern die Zeit anzeigt und mit einem Spitzhelm gekrönt ist. Regelmässig angeordnete Spitzbogenfenster gliedern das Innere der Kirche. Die Täfelung reicht bis zur Sohlbank. Der Chor ist vom Langhaus um eine Stufe erhöht und durch einen Triumphbogen vom Langhaus abgesetzt. Im Jahr 1963 wurden drei farbige Chorfenster von Sven Knebel eingebaut.

## Orgel
Im Jahr 1928 wurde eine pneumatische Taschenladenorgel durch Orgelbau Kuhn AG, Männedorf erbaut. Es handelte sich um ein Instrument mit 17 klingenden Registern auf zwei Manualen sowie Pedal. 1963 wurde diese erste Orgel durch die heutige ersetzt. Die mechanische Orgel wurde von der Firma Orgelbau Genf AG, Genève, errichtet und verfügt über 13 Register auf zwei Manualen und Pedal.
| I Hauptwerk C–g3 |       |
| Prinzipal        | 8′    |
| Rohrflöte        | 8′    |
| Oktave           | 4′    |
| Koppelflöte      | 4′    |
| Nachthorn        | 2′    |
| Mixtur IV-V      | 1 ⁄3′ |

| II Brustwerk C–g3 |                |
| Gedackt           | 8′             |
| Blockflöte        | 4′             |
| Prinzipal         | 2′             |
| Sesquialter II    | 2 ⁄3′ + 1 3⁄5′ |
| Cymbel III        | 2⁄3′           |

| Pedal C–f1  |     |
| Subbass     | 16′ |
| Rohrgedackt | 8′  |

- Koppeln: II/I, I/P, II/P
- Spielhilfen: Drehknopf-Kombination an/ab, Wechseltritte für Mixtur, Sesquialter und Cymbel